# كابوشيكي غيشا
كابوشيكي غيشا أو كابوشيكي كيشا، (بالإنجليزية: Kabushiki gaisha)‏ تُختصر عادة بـ (KK) هي :نوع من الشركات مُحدد تحت قانون اليابان. يُترجم المصطلح عادة بـ "شركة مساهمة"، «شركة الأسهم».

## روابط خارجية
- «الفرق بين ممارسات حوكمة الشركات في اليابان والولايات المتحدة» - مجموعة نومورا